# ジョン・グレイ (第9代グレイ卿)
第9代グレイ卿ジョン・グレイ（英語: John Gray, 9th Lord Gray、1724年没）は、スコットランド貴族。

## 生涯
ジョン・グレイ（John Gray、1627年10月28日洗礼 – ?、第8代グレイ卿パトリック・グレイの叔父）とアリソン・トループ（Alison Troup、ジェームズ・トループの娘）の次男として生まれた。
1683年2月26日以前、マージョリー・グレイ（Marjorie Gray、第8代グレイ卿パトリック・グレイの娘）と結婚、5男4女をもうけた。
- ジョン（1683年 – 1738年） - 第10代グレイ卿
- ウィリアム（1684年8月27日洗礼）
- ジェームズ（1685年9月29日洗礼）
- バーバラ（1687年5月21日洗礼）
- キャサリン（1688年9月20日洗礼 – 1766年5月13日） - 1723年3月24日、ジェームズ・パターソン（James Paterson、1729年11月28日没）と結婚、子供あり
- アレクサンダー（1761年4月4日没） - オランダ軍に従軍
- デイヴィッド（1690年1月21日洗礼）
- エリザベス - ピーター・ゴードン（Peter Gordon）と結婚
- マージョリー（1697年5月14日洗礼）

1686年、祖父ウィリアム（エディンバラの商人、1648年没）の功績により1,500ポンドを与えられた。
義父にあたる第8代グレイ卿が爵位を放棄したため、1707年2月27日にグレイ卿の叙爵特許状が改めて発行され、ジョン・グレイはこの特許状に基づき爵位を継承、同年3月11日にスコットランド議会で宣誓して議員に就任した。
1724年1月10日に死去、長男ジョンが爵位を継承した。